# Prehodni element
Prehodni elementi, tudi prehodne kovine, so skupen izraz za 38 elementov v stolpcih 3–12 periodnega sistema elementov. Imenujemo jih tudi d-blok.
Prehodni elementi so upogljivi in kovni. Značilne lastnosti so spremenljiva valenca (sposobnost atoma za vezanje, pove število atomov, s katerimi se lahko združi), barva in tvorba kompleksnih ionov. Pri nastajanju vezi uporabljajo predzadnjo elektronsko lupino in tudi zunanjo lupino, kar je edinstvena lastnost. To je tudi razlog, zakaj imajo pogosto izpolnjenih več lupin. Vsi so trdni in žilavi, imajo visoka vrelišča in tališča in so dobri prevodniki toplote in elektrike. Zaradi izboljšanja lastnosti jih pogosto uporabljamo v zlitinah. 

## Skupine
- III: skandij, itrij, lantan, aktinij
- IV: titan, cirkonij, hafnij, raderfordij
- V: vanadij, niobij, tantal, dubnij
- VI: krom, molibden, volfram, siborgij
- VII: mangan, tehnicij, renij, borij
- VIII: železo, rutenij, osmij, hasij, kobalt, rodij, iridij, majtnerij, nikelj, paladij, platina, darmštatij
- I: baker, srebro, zlato
- II: cink, kadmij, živo srebro